# Alternative Press Music Award for Best International Band
Der Alternative Press Music Award for Best International Band, auf Deutsch „Alternative Press-Musikpreis für die beste internationale Band“ ist ein Musikpreis, der seit 2014 bei den jährlich stattfindenden Alternative Press Music Awards verliehen wird. Ausgezeichnet werden nicht-US-amerikanische Künstler, die nach Meinung der Leser des Alternative Press den Durchbruch in der alternativen Musikszene geschafft haben. Bisher erhielten drei Künstler jeweils eine Auszeichnung in dieser Kategorie.

## Hintergrund
Am 24. April 2014 verkündete das US-amerikanische Musikmagazin Alternative Press, welches sich auf Punk, Hardcore und deren Subgenres spezialisiert hat, die erstmalige Verleihung der Alternative Press Music Awards. Begründet wurde dies damit, „dass das Alternative Press bereits seit 30 Jahren die führende Stimme in dieser Musik und dem Lebensstil sei und man nun endlich eine Nacht habe, um diesen zu zelebrieren.“
Die erste Awardverleihung fand am 21. Juli 2014 im Rock and Roll Hall of Fame Museum in Cleveland, Ohio statt. Die Leser des Musikmagazins konnten zunächst in zwölf Kategorien für ihre Favoriten stimmen, welche zuvor vom Magazin nominiert wurden. Darunter befand sich auch die Kategorie für die Beste Internationale Band. Im ersten Jahr gewann die britische Metalcore-Band Bring Me the Horizon diese Auszeichnung. Im Folgejahr gewannen The 1975 diesen Preis. 2016 erhielt die Pop-Punk-Band You Me at Six die Ehrung in dieser Kategorie. Im Jahr 2017 wird die Kategorie nicht vergeben.

## Statistik
Die Auszeichnung ging bisher bei drei Verleihungen an drei verschiedene Künstler. Alle bisherigen Preisträger, Bring Me the Horizon, The 1975 und You Me at Six kommen aus dem Vereinigten Königreich. Bisher wurden sieben britische Interpreten nominiert, gefolgt von Japan und Australien mit jeweils vier Nominierungen. Auch wurden zwei kanadische Künstler nominiert. Vom europäischen Festland erhielt bisher nur New Politics aus Dänemark eine Nominierung in dieser Kategorie. Parkway Drive und Crossfaith wurden jeweils zwei Mal für diesen Musikpreis nominiert, womit beide Künstler die häufigsten Nominierungen in dieser Kategorie innehaben.

## Gewinner und Nominierte Künstler

### Seit 2014
| Jahr               | Künstler / Band      | Nationalität           | Weitere nominierte Künstler                                                   | Bilder der Künstler        |
| ------------------ | -------------------- | ---------------------- | ----------------------------------------------------------------------------- | -------------------------- |
| 2014 21. Juli 2014 | Bring Me the Horizon | Vereinigtes Königreich | - Asking Alexandria - Crossfaith - Parkway Drive - Silverstein - Frank Turner | Bring Me the Horizon, 2011 |
| 2015 22. Juli 2015 | The 1975             | Vereinigtes Königreich | - The Amity Affliction - Marmozets - New Politics - Northlane - Crossfaith    | The 1975, 2014             |
| 2016 18. Juli 2016 | You Me at Six        | Vereinigtes Königreich | - As It Is - Babymetal - Marianas Trench - One Ok Rock - Parkway Drive        | You Me at Six, 2012        |